# Orthophytum grossiorum
Orthophytum grossiorum är en gräsväxtart som beskrevs av Elton Martinez Carvalho Leme och C.C.Paula. Orthophytum grossiorum ingår i släktet Orthophytum och familjen Bromeliaceae. Inga underarter finns listade i Catalogue of Life.